# Оценка позиции
Оце́нка пози́ции — всестороннее изучение особенностей и возможностей позиции, возникшей на доске в ходе партии в шахматы или другую сложную настольную логическую игру, с целью определения плана дальнейшей игры. Главный фактор при выборе хода.
Включает расчёт вариантов и определения конечного положения, к которому стремится играющий. 

... все оценки в области шахматной игры основаны на переживаниях шахматиста за доской... Эти оценки ... являются руководящими. Они служат компасом для шахматиста, плавающего в океане комбинаций.
— Эм. Ласкер

## Элементы позиции
Первым, кто обратил особое внимание на элементы позиции, стал основоположник позиционной школы Вильгельм Стейниц. Согласно его учению шахматист должен путём анализа разлагать позицию на её элементы, чтобы в дальнейшем путём синтеза получить общую оценку позиции, что, в свою очередь, даст возможность наметить план игры.
Хотя этих элементов считается не так много, теоретики шахмат по-разному определяют их. Тем не менее всех их объединяет мнение о том, что роль одного и того же элемента в каждой конкретной позиции может иметь разное значение.
В виде примера приведём систематизацию элементов позиции Котова, который выделял постоянные и временные преимущества.
| Постоянные преимущества | Временные преимущества |
| --- | --- |
| материальный перевес, плохая позиция вражеского короля, наличие проходной пешки, слабые пешки и поля, слабость периферии — группы полей, пешечные островки, сильный пешечный центр, преимущество двух слонов, владение открытой вертикалью, диагональю, горизонталью. | неудачная позиция одной фигуры, дисгармония в расположении фигур, перевес в развитии, фигурное давление в центре, перевес в пространстве. |

## Статическая и динамическая оценка позиции
Методы определения оценки позиции предполагают ряд этапов, основными из которых являются:
- предварительная или статическая оценка позиции: учёт материального соотношения сил, позиционных факторов — расположение королей, пешечная структура центра, наличие сильных и слабых пунктов.
- динамичная оценка позиции: налаживание взаимодействия сил, перспективы развития инициативы, изыскание ресурсов защиты.

Статическая оценка позиции используется прежде всего для изучения внешних признаков, а динамическая — для выявления скрытых возможностей позиции.
При разнообразии приёмов основной принцип оценки позиции неизменен: от статики к динамике. Способность шахматиста правильно оценить позицию в значительной мере определяет силу его игры.

## Объективная оценка позиции
В отличие от оценки позиции шахматистом за шахматной доской, которая всегда субъективна, под так называемой объективной оценкой позиции понимают результат партии, продолженной с данной позиции безошибочно играющими соперниками. Иначе говоря, это — максимальный результат, которого каждая из сторон может добиться против любого соперника. Теоретически, любая позиция имеет объективную оценку, однако в шахматной практике такая оценка для большинства позиций сейчас невозможна. 
Поскольку объективная оценка позиции игнорирует происхождение позиции, она может отличаться от оценки той же позиции в конкретной партии; так, если позиция повторилась, то не исключено, что в первый раз она выигрывалась, а во второй — стала ничейной, так как соперник сможет в дальнейшем воспользоваться правилами 50 ходов или троекратного повторения позиции.